# Erythrodiplax funerea
Erythrodiplax funerea is een libellensoort uit de familie van de korenbouten (Libellulidae), onderorde echte libellen (Anisoptera).
De wetenschappelijke naam Erythrodiplax funerea is voor het eerst geldig gepubliceerd in 1861 door Hagen.